# Smolniki Polskie
Smolniki Polskie [pronunciación en polaco: /smɔlˈniki ˈpɔlskʲɛ/] es un asentamiento en el distrito administrativo de Gmina Ślesin, dentro del condado de Konin, Voivodato de la Gran Polonia, en el centro-oeste de Polonia.
El asentamiento tiene una población de 10 habitantes.

## Enalaces externos
- Esta obra contiene una traducción  derivada de «Smolniki Polskie» de Wikipedia en inglés, concretamente de esta versión, publicada por sus editores bajo la Licencia de documentación libre de GNU y la Licencia Creative Commons Atribución-CompartirIgual 4.0 Internacional.

- Datos: Q7546326